# Queen Anne's County
Queen Anne's County is een county in de Amerikaanse staat Maryland.
De county heeft een landoppervlakte van 964 km² en telt 40.563 inwoners (volkstelling 2000). De hoofdplaats is Centreville.

## Bevolkingsontwikkeling

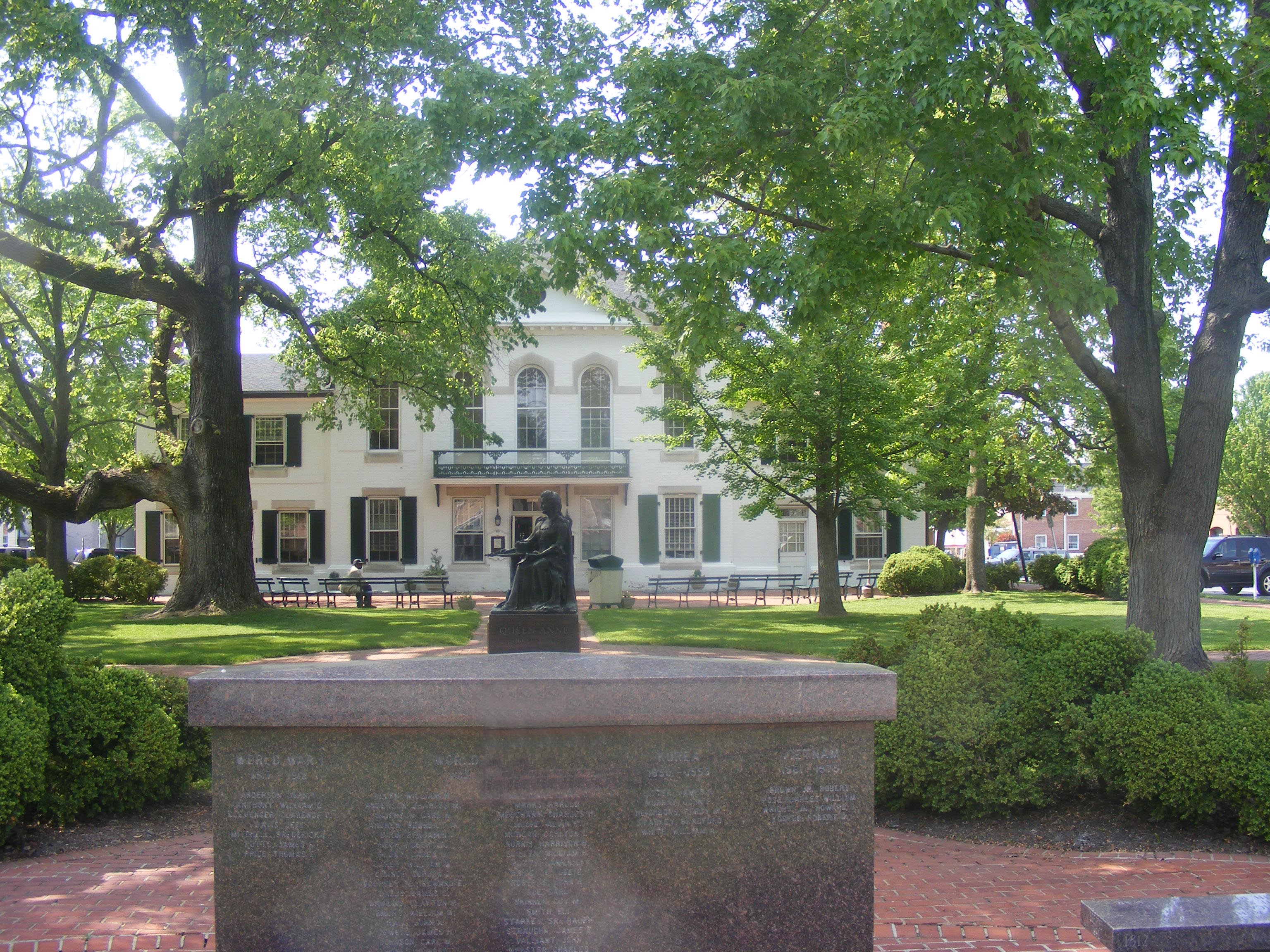
county courthouse